# Římskokatolická farnost – děkanství Vysoké Mýto
Římskokatolická farnost – děkanství Vysoké Mýto je územním společenstvím římských katolíků v orlickoústeckém vikariátu královéhradecké diecéze.

## O farnosti

### Historie
Děkanský chrám sv. Vavřince je gotická stavba z konce 13. století, kdy zde již také existovala farnost.

### Současnost
Farnost má sídelního duchovního správce, který je zároveň ex currendo administrátorem farností Knířov, Vraclav a Zámrsk.
| Kostel                     | Místo       | Bohoslužba                         | Bohoslužba                   | Poznámka        |
| -------------------------- | ----------- | ---------------------------------- | ---------------------------- | --------------- |
| Kostel sv. Vavřince        | Vysoké Mýto | neděle středa čtvrtek pátek sobota | 8.30 18.30 7.30 17.30 8.00   | farní kostel    |
| Kostel Nejsvětější Trojice | Vysoké Mýto | 1x ročně (poutní), jinak ne.       | 1x ročně (poutní), jinak ne. | filiální kostel |
| Oratorium                  | Vysoké Mýto | úterý                              | 17.30                        | v Penzionu      |